# Godfrey Denis Armel
Godfrey Denis Armel (sinh ngày 16 tháng 8 năm 1985) là một cầu thủ bóng đá người Seychelles. Anh thi đấu ở vị trí trung vệ tại Đội tuyển bóng đá quốc gia Seychelles.